# Luisa Seghezzi
Luisa Seghezzi (Bèrgam, 6 de desembre de 1965) va ser una ciclista italiana. El seu èxit més important va ser la medalla de bronze al Campionat del Món en ruta de 1990.

## Palmarès
- 1989
  - Vencedora d'una etapa al Tour de la Drôme